# George Goddard
George Goddard (né le 20 décembre 1903 à Gomshall dans le Surrey et mort en avril 1987) est un joueur de football anglais qui évoluait au poste d'attaquant.

## Palmarès
| Queens Park Rangers - Championnat d'Angleterre D3 : - Meilleur buteur : 1929-30 (37 buts). |  | Sunderland - Championnat d'Angleterre : - Vice-champion : 1934-35. |